# Saison 5 d'Outlander
Chronologie
Saison 4 Saison 6
Cet article présente les épisodes de la cinquième saison de la série télévisée américaine Outlander.

## Synopsis
En 1771, Claire et Jamie sont installés dans la province de Caroline du Nord, une colonie britannique d'Amérique du Nord. Rejoint par leur fille Brianna et par Roger, Jamie, obligé par sa dette envers le royaume britannique, doit affronter son ami de toujours, Murtagh, qui est du côté des Régulateurs rebelles à la couronne (en).

## Distribution

### Acteurs principaux
- Caitriona Balfe (VFB : Claire Tefnin) : Claire Randall (née Beauchamp) / Fraser
- Sam Heughan (VFB : Nicolas Matthys) : James « Jamie » Fraser
- Sophie Skelton : Brianna "Bree" Randall / Fraser
- Richard Rankin : Roger Wakefield / MacKenzie
- John Bell : Ian Fraser Murray
- Lauren Lyle : Marsali McKimmie Fraser

### Acteurs récurrents
- César Domboy : Claudel « Fergus » Fraser
- David Berry : Lord John William Grey
- Graham McTavish (VFB : Jean-Michel Vovk) : Buck MacKenzie (épisodes 7 et 8)
- Maria Doyle Kennedy : Jocasta Mackenzie Cameron
- Duncan Lacroix (VFB : Laurent Bonnet) : Murtagh Fitzgibbons Fraser
- Nell Hudson (VFB : Delphine Chauvier) : Laoghaire MacKenzie
- Steven Cree (VFB : Alexandre Crépet) : Ian Murray
- Colin McFarlane : Ulysse
- Sarah Collier : Murdina Bug
- Ed Speleers : Stephen Bonnet
- John Quincy Myers : Kyle Rees
- Billy Boyd : Gerald Forbes
- Chris Larkin : Richard Brown
- Hugh Ross : Arch Bug
- Paul Gorman : Josiah / Keziah Beardsley
- Michael D. Xavier : lieutenant Hamilton Knox
- Ned Dennehy : Lionel Brown
- Jon Tarcy : Isaiah Morton
- Robin Scott : Germain Fraser
- Tim Downie : William Tryon, gouverneur de la province de Caroline du Nord
- Paul Donnelly : Ronnie Sinclair
- Gilly Gilchrist : Geordie Chisholm
- Gary Lamont : Evan Lindsay
- Jack Tarlton : Kenny Lindsay

## Liste des épisodes

### Épisode 1:La Croix de feu
- États-Unis /  Canada : 16 février 2020 sur Starz / W Network

- États-Unis : 815 000 téléspectateurs (première diffusion)

Claire et Jamie préparent la cérémonie du mariage de Roger et Brianna, le couple de jeunes parents a désormais son chalet sur Fraser's Ridge. Roger peine encore à se racheter aux yeux des Écossais de la famille Fraser, pour avoir tardé à rejoindre Brianna mais aussi pour être protestant. Tous les invités ne sont pas venus pour la fête : le gouverneur Tryon rappelle à Jamie qu'il tarde à trouver Murtagh, et plus tard, pendant la fête, Brianna surprend Jamie et John Grey parler de Stephen Bonnet, qui a survécu à la destruction de sa prison. Au terme de la soirée, les couples se rejoignent : Roger et Brianna passent la nuit sans leur fils Jeremiah, gardé par Claire et Jamie, et Jocasta rejoint Murtagh dans la cabane où il se terre.

### Épisode 2:Entre deux feux
- États-Unis /  Canada : 23 février 2020 sur Starz / W Network

- États-Unis : 787 000 téléspectateurs (première diffusion)

Un habitant de Fraser’s Ridge meurt sous les yeux de Claire alors qu’il aurait pu être sauvé si sa femme, encore habitué à la médecine du XVIIe siècle, ne lui avait pas administré du mercure. Frustrée par des pratiques populaires infondées, Claire décide de moderniser son cabinet et de diffuser sous un pseudonyme une liste de bons conseils médicaux. Elle demande à Marsali de devenir son apprentie, ayant remarqué son talent pour la découpe de la viande, mais elle doit d'abord dépasser ses préjugés.
À la suite d’un déchainement des Régulateurs en ville, Jamie et le lieutenant Knox se hâtent sur les lieux pour calmer l’affaire. Murtagh est toujours en fuite, et Jamie découvre la cruauté de ses hommes contre les Britanniques, qu'ils torturent avec du goudron et des plumes. Le lieutenant Knox s'emporte contre un prisonnier et le tue avant son procès. Dans la nuit, Jamie décide de libérer les deux autres prisonniers, reconnaissants mais soupçonneux envers la loyauté de Jamie et de Murtagh.
Roger cherche encore sa place au sein de la famille. Lors d’une partie de chasse avec Brianna, il se montre assez pessimiste et doute de ses capacités à survivre à cette époque de l’histoire. Il affirme son souhait de pouvoir un jour retourner au XXe siècle, et Claire lui confie espérer qu'ils partent afin d'échapper à la guerre d'Indépendance à venir.

### Épisode 3:Libre arbitre
- États-Unis /  Canada : 1er mars 2020 sur Starz / W Network

- États-Unis : 772 000 téléspectateurs (première diffusion)

Jamie revient à Fraser's Ridge, où il se résigne à rassembler des hommes pour la milice voulue par le lieutenant Knox. Claire l'accompagne, laissant à Marsali la tâche de surveiller ses cultures de moisissures en espérant y trouver du penicillium.
En chemin, Josiah, un jeune chasseur recruté par Jamie, est surpris à voler dans les provisions, mais il s'agit en fait de son frère jumeau, Keziah, mal nourri et sourd après des années de mauvais traitements par Mr Beardsley, l'homme qui les a achetés comme esclaves. Claire et Jamie décident d'aller obtenir les titres de propriété, confiant à Roger la charge de continuer le recrutement de combattants.
Claire et Jamie trouvent une maison sale, tenue par une femme vivant avec ses chèvres et qui essaie de tenir quiconque à l'écart. Claire finit par retrouver Mr Beardsley dans le grenier, dans un état végétatif après un AVC depuis un mois, et la femme, sa cinquième épouse, l'a torturé en lui souhaitant une mort lente, Beardsley étant un homme colérique et violent ayant tué ses précédentes femmes. Elle tente de l'achever et en se débattant avec Jamie, provoque sa perte des eaux : elle est enceinte d'une fille née d'une aventure avec un homme noir. L'événement pousse Claire à révéler à Jamie que Roger souhaite retourner au XXe siècle et qu'elle l'espère également.

### Épisode 4:Qui se ressemble s'assemble
- États-Unis /  Canada : 8 mars 2020 sur Starz / W Network

- États-Unis : 762 000 téléspectateurs (première diffusion)

Roger et la milice arrivent à Brownsville où ils sont accueillis par des hommes armés : un des hommes, Morton, a couché avec Alicia, la fille du chef du village, amoureuse qui a renoncé au mariage qui lui était arrangé avec un producteur de tabac, et son père exige de pouvoir tuer le responsable. Roger essaie de trouver une solution pacifique en offrant du whisky au village le temps de trouver un arrangement. Claire et Jamie arrivent peu après. Claire trouve une femme ayant perdu son enfant peu avant pour nourrir le bébé et Jamie désapprouve le choix de Roger, d'autant que deux hommes ont déserté. En interrogeant Morton, qui avoue être déjà marié à une femme qu'il n'aime pas, il le force à partir. La disparition de Morton manque de dégénérer et créer une fusillade entre la milice et le village, mais Richard Brown, l'oncle d'Alicia arrive à temps et parvient à trouver un arrangement avec Jamie pour qu'il ait ses hommes.
Claire trouve un extrait de journal signé de son pseudonyme, Dr Rawlings, et avec des extraits de ses conseils médicaux. Fergus est le responsable car il a pris le papier avec ses notes pour écrire l'annonce de Jamie. Claire apprend plus tard qu'Alicia croit être enceinte et pense à se suicider plutôt que d'être une fille-mère.
À Fraser's Ridge, Brianna trouve une pièce de Stephen Bonnet dans le landau de son fils. Dans la nuit, elle perd Jeremiah de vue et craint que le pirate ne soit venu l'enlever avant de le trouver dans une cachette. Marsali essaie de l'amener à se confier mais elle garde le secret et brûle ses croquis du visage de Bonnet.

### Épisode 5:Adoration perpétuelle
- États-Unis /  Canada : 15 mars 2020 sur Starz / W Network

- États-Unis : 733 000 téléspectateurs (première diffusion)

En 1968, Claire s'occupe de Graham Menzies, un Écossais vivant à Boston souffrant de calculs rénaux et de cholangite. Sa mort subite à la suite d'une allergie à la pénicilline l'affecte profondément. Encore brouillée avec Brianna, Claire lui propose de partir à Londres après ses examens. C'est lors de ce voyage qu'elle apprendra la mort du pasteur Wakefield.
En 1765, Claire revient à Fraser's Ridge et trouve de la pénicilline parmi ses cultures de moisissures. Elle décide ainsi d'opérer les jumeaux des amygdales, mais tient à rappeler à Marsali de rester prudente. Roger et Brianna se retrouvent et partagent de bons moments. Un jour qu'il garde Jeremiah, Roger trouve une des gemmes de Bonnet dans les bijoux de Brianna, qui finit par lui dire qu'elle a confié sa grossesse au pirate avant sa mort. Roger est blessé et préfère passer la nuit en forêt chasser. Claire le retrouve en cherchant des plantes et comprend vite qu'une nouvelle dispute a séparé le couple, à propos des mensonges et des non-dits. Roger retrouve Brianna, qui lui avoue qu'elle a appris que Bonnet est peut-être encore en vie, mais il refuse de renoncer à son couple.

### Épisode 6:Je brille, mais ne brûle pas
- États-Unis /  Canada : 22 mars 2020 sur Starz / W Network

- États-Unis : 823 000 téléspectateurs (première diffusion)

Jamie et Claire se sont rendus à River Run pour le mariage de Jocasta et Duncan Innes. Jamie est également témoin du legs de Jocasta faisant de Jeremiah le propriétaire de River Run. Toutes les personnes importantes sont conviés à l'événement, comme Lord John Grey, le gouverneur Tryon, qui annonce son départ probable pour New York, ou Philip Wylie, revenu de Paris et toujours aussi pressant envers Claire.
Roger est resté à Fraser's Ridge, autant pour rester avec Brianna que pour rendre l'insulte à Jocasta. Des sauterelles commencent à apparaître dans les cultures et Roger doit gérer le début de panique des habitants, qui lui reprochent de ne pas se résigner à brûler tous les champs. En se souvenant d'un conte entendu enfant, Roger trouve la solution et amène tout le monde à enfumer les champs le plus possible. La nuée passe et une bonne partie des récoltes est sauvée, et Roger commence à gagner le respect des Écossais immigrés.
En entendant Wylie se vanter de ses affaires florissantes, Claire comprend qu'il utilise les services de Stephen Bonnet. Wylie amène Claire dans les écuries pour lui montrer le dernier étalon qu'il a acheté et tente de la violer. Jamie intervient à temps et écarte Wylie, humilié pour être tombé dans du crottin. Pour rattraper les choses et parvenir à retrouver Bonnet, Jamie utilise son goût pour le jeu et propose une partie de whist, mais Wylie exige que l'alliance en or de Claire (celle de son premier mariage) soit mise en jeu. Claire est furieuse et remet à Jamie, son alliance en or, mais aussi celle en argent de Jamie. Jamie gagne et promet de ne plus jamais utiliser ces alliances.
Pendant la nuit à la veille du mariage, Jocasta est surprise par la visite de Murtagh, qui brave l'interdit de la présence du gouverneur Tryon pour déclarer sur le tard son amour et lui demander de l'attendre. Jocasta refuse, car elle a déjà beaucoup perdu à suivre un homme qu'elle aimait mais pris dans la guerre. En effet, en 1746, après la défaite de Culloden, Jocasta a pris la fuite avec son précédent mari, Hector, et leur fille Morna, qui est morte dans une altercation avec deux soldats anglais car Hector transportait une caisse d'or français en secret. Murtagh repart dans la nuit.

### Épisode 7:La Ballade de Roger Mac
- États-Unis /  Canada : 29 mars 2020 sur Starz / W Network

- États-Unis : 812 000 téléspectateurs (première diffusion)

Claire fête l'anniversaire des 50 ans de Jamie sous leur tente avant la bataille qui se prépare contre les Régulateurs à Alamance. Le gouverneur Tryon y reçoit deux canons qui vont potentiellement anéantir toute résistance. Jamie proteste en vain contre l'utilisation de ces armes militaires contre des paysans.
Brianna apprenant les préparatifs à Alamance se rappelle soudain ses cours d'histoire et que la bataille finale qui s'est déroulée le 16 mai 1771 s'est terminée par une défaite totale des Régulateurs. Roger se porte volontaire pour empêcher Murtagh d'envoyer ses troupes vers une mort certaine. Il s'infiltre la veille de la bataille pendant la nuit chez les Régulateurs et parle à Murtagh qui ne peut néanmoins arrêter la révolte. Le matin arrivé, Roger retrouve en repartant Morag MacKenzie, la femme qu'il avait sauvé avec son bébé sur le navire de Bonnet. Son mari le trouvant trop pressant avec sa femme l'assomme après avoir trouvé sa cocarde anglaise.
Jamie ne trouvant pas Roger part mettre sa troupe en ordre de bataille. Tryon lui offre alors une tenue rouge de commandant anglais que Jamie revêt avec dégout. La violente bataille d'Alamance s'ensuit et malgré leurs tactiques de guérilla, les Régulateurs ne font pas le poids contre les canons anglais. Finalement Jamie se retrouve face à face avec un régulateur et hésite à l’abattre. Murtagh intervient et assomme son allié juste avant d'être touché mortellement par un jeune milicien qui accompagnait Jamie. Jamie, désespéré, ramène le corps de Murtagh à Claire pour qu’elle tente de le sauver, mais elle ne peut que constater sa mort.
Après le triomphe du gouverneur Tryon, Jamie ivre de douleur lui rend sa tenue anglaise et le sermonne au sujet de la violence de son action envers les paysans, ses sujets, tués à coup de canon. Tryon le laisse partir en lui pardonnant son insolence pour ses services rendus.

### Épisode 8:Les Derniers Mots célèbres
- États-Unis /  Canada : 12 avril 2020 sur Starz / W Network

- États-Unis : 784 000 téléspectateurs (première diffusion)

Oxford, 1969. Brianna rejoint Roger alors qu'il rend des devoirs sur les derniers mots de personnages historiques.

### Épisode 9:Monstres ou héros
- États-Unis /  Canada : 19 avril 2020 sur Starz / W Network

- États-Unis : 837 000 téléspectateurs (première diffusion)

Pendant une chasse avant l'hiver avec Roger, en surprenant un troupeau de bisons, Jamie est mordu par un serpent venimeux. Roger essaie de l'aider en aspirant une partie du venin puis en allant chercher de l'aide, il se perd et doit rebrousser chemin. Devant passer la nuit en forêt, Jamie se sent mourir et confie à Roger la tâche de prendre sa suite dans la traque de Stephen Bonnet, dont le repaire a été trouvé sur les terres de Philip Wylie. Les deux hommes sont retrouvés le lendemain par Ian, épuisés et Jamie mal en point.
Ramenés à Fraser's Ridge, Claire est impuissante car elle n'a plus sa seringue, brisée par Lionel Brown, et tente comme elle peut de limiter la gangrène. Jamie fait alors comprendre à Claire qu'il refuse de se laisser amputer la jambe. Ian lui rappelle que son propre père a perdu une jambe et Fergus a une main en moins, mais les deux hommes n'ont pas perdu pour autant leur dignité. Après avoir manqué de mourir pendant une nuit, Jamie accepte de se laisser amputer, mais alors que Claire se prépare à l'opération, Bree utilise les crocs du serpent récupérés par Roger pour fabriquer une seringue de fortune, qui permet à Claire d'injecter de la pénicilline. Au même moment, Marsali perd les eaux et accouche de son 3e enfant seulement aidée par Fergus.

### Épisode 10:La miséricorde m'accompagnera
- États-Unis /  Canada : 26 avril 2020 sur Starz / W Network

- États-Unis : 850 000 téléspectateurs (première diffusion)

Stephen Bonnet est décidé à faire valoir ses droits et être reconnu comme le père de Jeremiah, mais Gerald Forbes, son notaire, lui rappelle que des rumeurs selon lesquelles Bonnet ferait de la traite des blanches courent dans Wilmington et qu'il devrait plutôt se faire discret.
Jamie, Ian et Roger ont réussi, par Wylie, à arranger un rendez-vous avec Bonnet incognito dans une cabane près de Wilmington, Ian se présentant sous le nom d'Alexander Malcolm. Claire et Brianna les accompagnent, Claire demandant à un souffleur de verre de lui refaire une seringue avant de ramasser des algues et des coquillages pour ses remèdes. Au rendez-vous, Jamie, Ian et Roger ne voient que les hommes de main de Bonnet : le pirate a repéré les deux femmes et les a suivies sur la plage, où il assomme Claire et enlève Brianna.
Brianna reprend conscience dans la maison de Bonnet, où il tente de la charmer et de se conduire comme un homme bien éduqué, affirmant vouloir devenir un homme digne d'être le père de Jeremiah. Brianna gagne du temps en l'amadouant, découvrant sa peur de la noyade et des monstres marins, mais elle ne parvient pas à le convaincre. Furieux, il décide de la vendre à un capitaine faisant de la traite des blanches. Pendant ce temps, Forbes est appelé par Jocasta qui lui annonce qu'elle compte verser une bonne partie de sa fortune à sa famille et passer ses derniers jours en simplicité avec son nouveau mari. Humilié, il tente de l'étouffer mais Ulysses intervient et lui brise la nuque.

### Épisode 11:Le Pain du futur
- États-Unis /  Canada : 3 mai 2020 sur Starz / W Network
- France : 4 mai 2020 sur Netflix

En jouant avec l'opale des Mohawks, le petit Jeremiah entend le bourdonnement et ressent la chaleur, comme tous les voyageurs des pierres. Alors que le climat politique est toujours tendu et que la Révolution américaine approche, Brianna et Roger se préparent donc, par sécurité, à partir et retourner au XXe siècle. Ian est surpris et comprend le lien avec la pierre, forçant Claire à révéler son secret. Il commence à espérer pouvoir voyager dans le passé lui aussi mais comme il n'a pas entendu le bourdonnement en touchant la pierre, Claire lui fait comprendre qu'il ne peut pas. Au même moment, les frères Brown viennent à Fraser's Ridge demander l'aide de Jamie pour participer à une patrouille de sécurité alors que plusieurs incendies se sont déclarés. Jamie décide de se laisser le temps de la réflexion.
Brianna et Roger font les préparatifs pendant une semaine. Pendant ce temps, John Grey vient rendre visite à Jamie pour lui annoncer son retour en Angleterre afin de retourner auprès de William. Avant son départ, Jamie révèle donc à Brianna l'existence de son frère et le contexte de sa naissance. Jamie demande également au lord d'emmener Ulysses avec lui, recherché pour le meurtre de Forbes et déjà affranchi par Jocasta.
Brianna, Roger et Jemmy font leurs adieux aux Fraser, à Fergus et Marsali, mais aussi à Lizzie, et partent pour les pierres avec Ian. Pendant leurs deux semaines de voyage, Lionel Brown vient pour la réponse à donner à son frère. Jamie refuse de l'aider, préférant rester pour sa famille, mais Lionel pense qu'il compte s'occuper de son commerce de whisky. Claire s'occupe de la femme de Brown venue avec un poignet cassé, et elle affirme que son mari s'est emporté pour s'être refusée à lui alors qu'elle était féconde, comme dit dans les conseils du Dr Rawlings.
Brianna, Roger et Jemmy traversent les pierres sous les yeux de Ian, stupéfait mais impuissant. À leur réveil, ils sont surpris par le paysage.

### Épisode 12:Jamais mon amour
- États-Unis /  Canada : 10 mai 2020 sur Starz / W Network

Le groupe de ravisseurs de Claire est mené par Lionel Brown, qui a compris qu'elle était derrière le pseudonyme du Dr Rawlings. Il veut la mener à Brownsville, pour la faire juger pour sorcellerie. Sur la route, elle est battue, humiliée et violée à plusieurs reprises. Claire perd la conscience de la réalité et son esprit se réfugie dans un monde où la famille Fraser vit dans les années 1960, heureuse et loin des guerres. Parmi les hommes de Brown, un homme ne croit pas aux accusations de sorcellerie et révèle discrètement venir lui aussi du futur pour retrouver Robert Spalding, l'homme qui a tenté d'empêcher le massacre des Mohawk.
Roger, Bree et Jemmy n'ont voyagé que de quelques heures et retrouvent Ian, encore sous le choc. En retournant à Fraser's Ridge, ils voient la croix de feu allumée et Roger et Ian prennent aussitôt les armes. Le commando mené par Jamie retrouve les ravisseurs de Claire et tous sont exécutés, sauf Lionel Brown, ramené à Fraser's Ridge. De retour en sécurité, Claire panse ses blessures mais craint que ce qu'elle vient de subir ne finisse par la détruire. Roger est également sous le choc d'avoir tué pour la première fois un homme. Marsali s'occupe de maintenir Brown en vie mais quand il affiche encore sa misogynie, elle préfère l'empoisonner, Claire se refusant à briser son serment d'Hippocrate. Jamie se charge de ramener le corps à Brownsville, où Richard Brown accepte les explications mais annonce qu'il se vengera un jour.